# 阿尔陶塞
阿尔陶塞是奥地利施蒂利亚州利岑县的一个市镇。总面积92平方公里，总人口1912人，人口密度20.8人/平方公里（2005年）。